# رولف هاوغ
رولف هاوغ هو عسكري نرويجي، ولد في 1 يوليو 1915 في برغن في النرويج، وتوفي في 1989.